# Șîșkivka, Koriukivka
Șîșkivka (în ucraineană Шишківка) este localitatea de reședință a comunei Șîșkivka din raionul Koriukivka, regiunea Cernihiv, Ucraina.

## Demografie
Componența lingvistică a localității Șîșkivka
     Ucraineană (99,54%)
     Alte limbi (0,46%)
Conform recensământului din 2001, majoritatea populației localității Șîșkivka era vorbitoare de ucraineană (99,54%), existând în minoritate și vorbitori de alte limbi.